# Motorrad-Europameisterschaft 1930

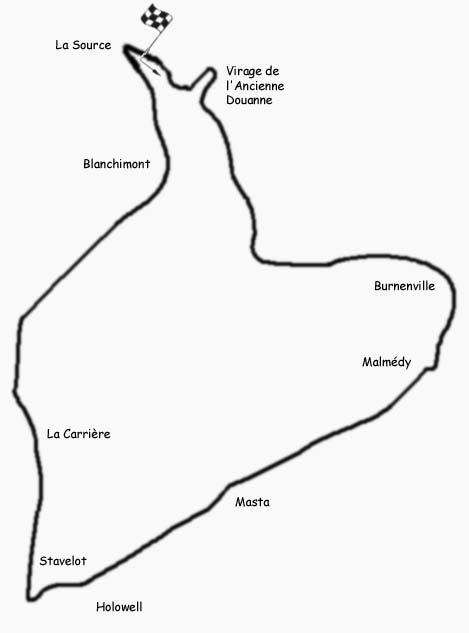
Der Circuit de Spa-Francorchamps wie er 1930 befahren wurde.

Die Titel der Motorrad-Europameisterschaft 1930 wurden beim VII. Großen Preis der F.I.C.M. vergeben, der am 13. Juli 1930 bei Spa (Belgien) im Rahmen des X. Großen Preises von Belgien auf dem knapp 15 Kilometer langen Circuit de Spa-Francorchamps ausgetragen wurde.
Der Große Preis von Europa fand zum zweiten Mal im Rahmen des Grand Prix von Belgien statt.
Mit Paul Weyres war Deutschland nur durch einen Starter vertreten, da gleichzeitig das Solitude-Rennen in Stuttgart stattfand und die beiden größten deutschen Hersteller BMW und DKW sich mehr auf die deutsche Meisterschaft als auf die internationalen Grands Prix konzentrierten.
Mit dem Sieg des Belgiers Yvan Goor in der 175er-Klasse konnten die Zschopauer Motorenwerke mit ihrer Marke DKW dennoch einen Titelgewinn feiern.

## Rennergebnisse
| Klasse  | Sieger                     | Zweiter                       | Dritter                 |
| ------- | -------------------------- | ----------------------------- | ----------------------- |
| 175 cm³ | Yvan Goor (DKW)            | Eric Fernihough (Excelsior)   | Alfred Bovy (Bovy)      |
| 250 cm³ | Syd Crabtree (Excelsior)   | Ted Mellors (A.J.S.)          | George Himing (A.J.S.)  |
| 350 cm³ | Ernie Nott (Rudge)         | Arthur Simcock (New Imperial) | Syd Gleave (SGS-J.A.P.) |
| 500 cm³ | Henry Tyrell-Smith (Rudge) | Graham Walker (Rudge)         | Johnny Duncan (Raleigh) |

## Verweise